# بابازید (پلدختر)
بابازید (پلدختر)، روستایی از توابع بخش مرکزی شهرستان پلدختر در استان لرستان ایران است.
مردم این روستا از قوم لر بالاگریوه هستند. بیشتر جمعیت این روستا از طوایف میرزاوند ، دیناروند ، رشنو و جودکی هستند.
شغل بیشتر مردم روستا کشاورزی و باغداری است.
روستای بابازید از مراکز اصلی کشت سبزیجات در شهرستان می باشد.
بابازید با داشتن باغ های انجیر سیاه فراوان و به دلیل اینکه در این منطقه انجیر زودتر از سایر نقاط شهرستان و کشور به بازار عرضه میشود از نظر محصولات باغی در منطقه از اهمیت زیادی برخوردار است.

## جمعیت
این روستا در دهستان ملاوئ قرار دارد و براساس سرشماری مرکز آمار ایران در سال ۱۳۸۵، جمعیت آن ۵۹۲ نفر (۱۱۸خانوار) بوده‌است.